# Jerónimo Clavijo
Jerónimo Clavijo foi um prelado católico romano que serviu como Bispo de Nisiros e Bispo Auxiliar de Cádis.

## Biografia
Jerónimo Clavijo foi ordenado sacerdote na Ordem dos Pregadores. No dia 28 de abril de 1564, foi nomeado durante o papado de Pio IV como Bispo de Nisiros e Bispo Auxiliar de Cádis. Sucedeu ao bispo auxiliar de Cádis, Pedro Xague, como bispo de Nisiros.